# Полицейско управление на Ню Йорк
Полицейското управление на Ню Йорк, световноизвестно като NYPD (Ен, Уай, Пи, Ди – съкратено от англ. New York City Police Department) е най-голямото управление в САЩ, носи главна отговорност за изпълнението на закона и следствието в 5-те градски района на Ню Йорк. Счита се, че е първото модерно полицейско управление в САЩ; когато е основано през 19 в. е било изградено по подобие на Лондонската „метрополитън“ полиция.
One Police Plaza е главният щаб на нюйоркската полиция.
Основната мисия на управлението е да „изпълнява законите, да осигурява спокойствие, намали страха и осигурява безопасна среда“. Първоначално това включва защитата от престъпления.
Големината на управлението винаги е била променлива, в зависимост от криминалните показатели, политиците и наличните материални ресурси. Но общата тенденция показва че броя на полицаите под клетва през 2004 г. е бил 40 000, плюс няколко хиляди помощен персонал; През юни 2005 броят им е паднал на 35 000.
Заплащането на новоприетите спадна стръмно, те сега получават 25 100 годишно, това е най-ниското заплащане от 1985 година. Най-високото заплащане е за опитни полицаи и възлиза на 59 588. Близки управления плащат многократно повече, 50 000 долара за новобранци и до 90 000 за опитни полицаи (виж статия на „Дейли нюз“).

## Организация
Полицейското управление се оглавява от нюйоркски полицейски комисар, който с клетва се провъзгласява за шеф на управлението. Комисарят назначава няколко заместника и асистент-комисар. Управлението е разделено на 10 бюра, всяко разделено на секции, участъци и отдели, а в градските части, на райони и отделения. Всяко бюро се командва от началник бюро (като главен детектив, началник кадри). Има също и известен брой специални части (като „свободната дивизия“ и „Компстат“, които не са част от нито едно бюро и са подчинени на шефа на бюрото или на заместник-комисар. Бюрата са следните:
- Подчинени на комисаря:
  - Вътрешни афери
- Подчинени на шеф на бюро, докладващи на отговорника на отдела:
  - Патрулиращите служби
  - Следователите
  - Борба с организираната престъпност
  - Транспортна полиция
  - Отдел за предградията
- Подчинени на първия заместник-комисарр:
  - Отдел поддръжка
  - Отдел кадри
- Подчинени на заместник-комисаря по обучението:
  - Обучението
- Подчинени на заместник-комисаря на законовия отдел:
  - Съдебна криминалистика

## Звания в NYPD
Има десет звания под клетва в нюйоркското полицейско управление:
- Полицай
- Сержант (символи на званието: 3 нашивки)
- Лейтенант (символи на званието:: 1 златна мечка)
- Капитан (символи на званието: 2 златни мечки)
- Заместник-инспектор (символи на званието: златно дъбово листо)
- Инспектор (символи на званието: златен орел)
- Заместник-началник (символи на званието:: 1 златна звезда)
- Асистент-началник (символи на званието: 2 златни звезди)
- Началник бюро (символи на званието: 3 златни звезди)
- Началник управление (символи на званието: 4 златни звезди)

Допълнително има два ранга, които не са членове под клетва, към управлението,
но все пак се посочват от полицейския комисар.
Тези граждани са администратори, които са равнопоставени на началниците по бюро и обикновено специализират в област важна за управлението, като обществени връзки.
- Заместник-комисар (символи на званието: 3 златни звезди)
- Първи заместник-комисар (символи на званието: 4 златни звезди)

Освен званието, има също и постове, които са с други спецификации, като в ранга включва не само различия в служба, опит и заплащане, но и конттолиращи позиции. Например, чина „следовател“ не е контролиращ чин в рамките на нюйоркското полицейско управление – той е равнозначен ранг. Един „детектив“ има равнозначен ранг с полицая със спецификация за разследване, следовател първа степен (най-висок), следовател втора степен, детектив-следовател и детектив-специалист (най-ниско, входно ниво).
Така, следовател не може да превъзхожда по чин обикновен полицай (те са еднакви по ранг, но с различни задачи), а сержант превъзхожда детектив. Следователите, особено детектив-следователите са тези, които основно разследват детективските отделения в местни участъци и специализирани единици. Детектив-следователите също извършват разследваща функция в нарко-операции и борба с тероризма. Рангът сержант е над тях и изпълняват контролираща функция.
Честото избиране на ранг е описано както следва:
- Полицай: Полицай – „Първа степен“ „степените“ са всъщност само за насочване в повишаване на годишната заплата се увеличава постоянно до достигане на последната „стъпка“, което е голямо повишение. Повишаването на полицаите се предопределя от времето на работа и се разрешава с договор. Понастоящем има 6 степени, включително и подстепен за първите 6 месеца по време на обучението в академията. След завършването на академията, полицаят получава малко повишение от 1000 до 2000 долара на година, докато не завършат 5 пълни години след академията, когато те ще получат голямо повишение (10 до 15 хиляди долара).

Всички полицейски степени са един и същ ранг, но възрастта е респектираща.
- Следователите могат да бъдат един или два вида, детектив специалист, който е служи в специална единица, която може да е по-опасна или изискваща по-голяма техническа подготовка и знание. Детектив-следователите разследват случаи като следователи по отделение или нарко-детективи. Дали е детектив-специалист или детектив-следовател може да се повишават в степен. Всички следователи започват като следователи 3-та степен, което се заплаща някъде между полицай и сержант, те могат да бъдат повишени до следователи 2-ра степен, което отговаря почти на заплащането на сержант, или следовател 1-ви ранг, който има почти същата заплата, като лейтенант. Всички следователи имат същите права, като на полицаите, те не се превъзхождат помежду си. Степен се дава на основата на заслуга, система където контролиращият преценява заслугите на подчинените си кога заслужават повишение.
- Сержант: Контролиращ детективския отдел, Специално назначение

Най-високият ранг заеман от служител в управлението на Ню Йорк е цивилен и е назначен от кмета, по негова преценка.
- Полицейски комисар (символи на званието: 5 златни звезди)

## Структура

### Патрулни служби
Материалът за патрулните служби е достъпен на ((en)) официалната страница на Ню Йорк Архив на оригинала от 2006-01-11 в Wayback Machine. – 5 ноември 2005 г.

#### Патрулен район
С цел управление, полицейските участъци са групирани под тяхна юрисдикция на патрулни райони. Има 8 патрулни района. Това са: Манхатън север, Манхатън юг, Бруклин Бруклин, Куийнс север, Куийнс юг, Бронкс и Статън Айлънд.
Всеки обхваща известен брой участъци.

#### Полицейски участък
Всеки патрулен район е обхванат от участъци. Всеки участък е отговорен за безопасността и спазването на закона в определената му територия. Полицейски единици, базирани в тези участъци отговарят на спешни повиквания.
Статън Айлънд има 3 участъка
120-и,
122-ри,
и 123-ти.
122-ри сателитен район е отворен през декември 2005 близко до Статън Айлънд мол и Ричмънд авеню.

#### Отдел специални операции
„Съобщение от началника“ – Отдела за специални операции е тук за да подкрепя, координира, наблюдава и записва действията своите 5 подразделения. Осигурява ресурси, поддръжка и кадри, упълномощавани да извършват съответните мисии".

#### Авиационен отдел
Основана от Флойд Бенет Фийлд в Бруклин, авиацията отговаря за разнообразни спешни случаи и мисии, подпомагащата патрулите при възможност и другите полицейски единици.

#### Отряд за Бързо реагиране
Отрядът за бързо реагиране и кучешкия отдел са снабдени със специално оборудване, са в действие и подкрепа за различни отдели в нюйоркското полицейско управление. От автомобилни катастрофи през срутвания на сгради до ситуации със заложници, автомобилни катастрофи, срутени постройки и отвличания, полицаите от отряда за бързо реагиране биват викани когато някоя ситуация изисква отлично оборудване и познание. Кучешкият отдел осигурява съдействие по време на търсене на изчезнал човек, извършители и събиране на доказателства.

#### Брегова охрана
През март 1858 г., пет члена на нюйоркския полицейски участък преминават към бреговата охрана, да се борят с пиратството на търговските кораби пуснали котва.
Нюйорската брегова охрана съществува оттогава, защитавайки живота и собствеността.

#### Цивилено отделение
От 19 октомври 1999 г., цивилното отделение е обособено, като е подчинено на отдела за спешно реагиране на нюйоркското полицейско управление. Основната задача е да изпълняват специални анти-криминални задачи в цивилни дрехи.

#### Отдел за борба с графитите
Това командване, което се оглавява от командващия заместник-инспектор Скот Хановер, е основано в 111-и участък Сейшън Хаус в Бейсайд, Куийнс. Този отдел извършва разследвания и събиране на информация от графити и вандални рисунки. Техните следователи са стигали до арест на някои от най-големите престъпници в града. Отделът е отговорен за проследяването и предотвратяването на разрушаването на общинска собственост от вандали, които могат да излязат скъпо на данъкоплатците. Членовете на този отдел изнасят лекции в местните училища и обществени организации, разяснявайки вредата от графитите и начините за борбата с тях. Членове на отдела държат лекции в училища и малки обществени групи, за негативния ефект на графитите и как да се предотвратят.

#### Отдел за действие
Тези отдели са организирани във всеки патрулен район

#### Отдел за ученическа безопасност
Задачата на отдела за ученическа безопасност е да създава безопасна среда и възможности за обучение, предотвратявайки обучаващи и преподаватели от враждебност и дезинтеграция, които могат да повлияят неблагоприятно на учебния процес.

#### Криминална статистика
Бюрото за криминална статистика предоставя ((en)) статистическа информация Архив на оригинала от 2006-01-27 в Wayback Machine. на седмична, месечна и годишна основа. Сортирана е по участъци, райони и градове.

### Транспортна полиция
Транспортната полиция на Ню Йорк е независим от полицейското управление, патрулите са подчинени на транспортната мрежа в Ню Йорк. Те са по юрисдикцията на Мето-отделите на Ню Йорк в Бронкс, Бруклин и Куийнс.
Транспортната полиция се подразделя на транспортни районни командвания, покриващи обществената транспортна мрежа. Има транспортни райони: Куийнс, Бронкс, Бруклин и Манхатън. По-наттък са поразделени на транспортни участъци, които са основани на най-важните транспортни звена на метрото.
Всеки район се командва от инспектор, а участъците от капитани. Бюрото за разследване към полицейското управление разследва всички престъпления в транспорта. Всеки районен офис има назначени следователи от следственото бюро.

### Бюро за предградията (гетата)
Бюрото за предградията е отговорно за осигуряването и предоставянето на полицейски услуги на 420 000 обитатели, работници и гости на обществените жилища, известни като гета, в Ню Йорк. Те са стационирани в полицейски райони, които са почти идентични на полицейските участъци. Те са разпределени в 5 района. Полицаите правят често и „вертикално патрулиране“, да се убедят че няма нелегална дейност в коридорите, стълбищата и покривите.

### Доброволци
В полицейското управление има неплатени сили известни като 'Доброволци „. Тази програма е съставена от граждани, които доброволно отделят от времето си да помагат на кварталите за осигуряването на униформено присъствие.
През 1950 година, 81-ви конгрес прокарва обществен закон 920, озаглавен „Цивилно защитно действие от 1950“, упълномощявайки федерална цивилна защитна програма.
Доброволците понякога карат и коли на отделенията (наричани РМП-та: радио, мотор, патрул), но обикновено патрулират пеш. Екипирани са с палка, фенер, белезници и радиостанция. Ако видят престъпление съобщават незабавно на централния диспечър, използвайки предавателя. Доброволците действат предимно като очите и ушите на полицейското управление. Преди да се стане доброволец се изискват 53 часа подготовка.

### Магистрална полиция
Магистралната полиция на Ню Йорк е специализиран отдел към транспортната полиция.

## Модерни времена

### Трудности
Икономическият спад през 70-те доведе до изключително тежки времена за града. Бронкс, отчасти бе пламнал от грабежи и атмосфера на анархия цареше в града. Вследствие на финансовата криза в града, доведе до спиране на назначаването на хора във всички градски управления, включително и в полицейското управление на Ню Йорк, от 1976 до 1980 г.
От това последва „кокаинова епидемия“ в края на 80-те и началото на 90-те, от което броя на убийствата се повишиха до рекордни нива. През 1990 г. Ню Йорк рекорд с 2245 убийства. По-честите кражби в резултат на наркотична зависимост също обичайно се покачиха.
На 11 септември 2001 г., 23 полицаи са убити при падането на световния търговски център по време на атентата. Това е най-голямата загуба от която и да е друга година.
Исторически погледнато в полицейското управление са постъпили множество оплаквания за корупция. Но проучвания, на много комисии показват че са далеч повече на индивидуални начала, отколкото плод на някаква организирана престъпна мрежа. Факт е, че като вземем предвид броят на оплакванията за корупция и ги сравним с броя на участъците като цяло, нюйоркската полиция има по-нисък процент на коруптност в сравнение с много други управления. Повечето комисии заключават, че причината за корупцията е, или ниския морал, или ниското заплащане.

#### Списък на загиналите по време на служба
До 31 декември 2005 г., полицейското управление в Ню Йорк е загубило 742 полицая по време на служба.
Полицейското управление в Ню Йорк е съставен от следните независими агенции и/или компоненти, които са имали полицаи загинали по време на служба:
- Полицейско управление Бруклин
- Полицейско управление Лонг Айлънд сити
- Полицейско управление Моризаниа
- Полицейско управление на домашната собственост
- Полицейско управление Ню Йорк – Отдел училищна безопасност
- Полицейско управление Ню Йорк – Спомагателна полицейска секция
- Нюйоркски транспортен полицейски участък
- Ню Йорк градска охрана
- Ню Йорк „метрополитън“ полицейска сила
- Нюйоркси градски полицейски участък
- Нюйоркси градски полицейски сили
- Полицейско управление на Ню Йорк

Причините за смъртните случаи са:
- Престрелка: 320
- Автомобилна злополука: 52
- Инфаркт: 43
- Моторна злополука: 36
- Блъснат от тежко превозно средство: 36
- Нападение: 30
- Наръгване: 24
- Терористична атака: 24
- Престрелка (по погрешка): 21
- Свързано с животни: 17
- Пожар: 14
- Падане: 12
- Удавяне: 12
- Преследване с автомобил: 12
- Злополука: 11
- Болест в резултат от службата: 9
- Експлозия: 8
- Въздушна злополука: 7
- Блъснат от кола: 7
- Злополука с кораб: 5
- Електричество: 5
- Блъснат от влак: 5
- Злополука с колело: 4
- Задушаване: 3
- Пропадане на сграда: 3
- Взрив от бомба: 2
- Разкриване: 1

#### Скандали и корупция
През историята си, полицейското управление на Ню Йорк, понякога е било обвинявано в корупция. През 1970 г., легендарният полицай Франк Серпико, нарушава вечното мълчание и заедно с други поицаи, докладват пред „комисията Кнап“ за корупцията, която е видял в управлението. Заключението на комисията води до бързи промени в управлението.
През 1993 г., Майор Дейивид Динкинс назначава „комисията Молън“ ръководена от Милтън Молън 1993, да разследва корупцията в управлението. Комисията заключава: „Корупцията днес не е корупцията от дните на комисията Кнап. Корупцията тогава е била в рамките на „добрите“ отношения, престъпниците са давали подкупи на полицаите, за да купуват защита. Корупцията е била така да се каже по взаимно съгласие. Днес корупцията е характеризирана с бруталност, кражби, злоупотреба с властта и активна полицейска криминалност.“
Корупцията се разследва от бюрото „вътрешни афери“.
В края на 90-те и началото на новото хилядолетие, корупцията изглежда тревожи по-малко обществеността, отколкото необходимо или нелегалното използване на сила. Много от тези произшествия включват жертви от афроамерикански произход, което води до твърденията за расизъм в управлението.
На 9 август 1997 г. полицаи в Бруклин малтретирали Абнер Луизима с „отпушвачка за тоалетна“ в обществена тоалетна. Полицай „Джъстин Волп“, явният лидер на нападението, е признат за виновен и осъден на 30 години затвор.
На 4 февруари 1999 г. Отдела за борба с престъпността – „Улична пресъпност“ застрелва Амаду Баило Диало, невъоръжен човек, 19 пъти във фоайето на сграда. Стрелбата произлязла от заблуждение на полицаите, че Диало е посегнал да извади оръжие (той е бъркал за портофейла си), тогава член на отдела се препъва и възпроизвежда изстрел, докато пада по стъпалата. Като резултат полицаите, които са били замесени в стрелбата са освободени поради професионална грешка на 25 февруари 2005 година.
На 16 март 2001 г., следователи под прикритие разстрелват Патрик Дорисман по време на схватка на 8-о авеню в Манхатън. Следователите отиват при Дорисман, невъоръжен охранител, с искане да купят наркотици. Той казал на полицаите под прикритие, че не продава наркотици, но упоритостта на полицаите да питат отново и отново, го вбесила и последвало сбиване. Убит е от един от полицате с един куршум при самозащита.
На 24 януари 2004 г. полицията в Бедфорд-Стъивисант разстрелва Тимоти Стансбъри, 19-годишен афроамериканец. Полицаите са се натъкнали ненадейно на него на покрива на обществена сграда в предградие. Стансбъри е бил невъоръжен, но очевидно стреснал Ричард Нери, полицая който го е застрелял.

#### Полицейско насилие
Не е тайна, че колкото и модерна да се опитва да бъде съвременната полиция в Ню Йорк, ще използва понякога методи типични за полиции от „недалечни“, „недемокартични“ времена в някои държави. Последен пример: 29 август 2004 г., при мирна демонстрация на над 200 000 души против конгреса на републиканците (администрацията на Буш – републиканци) са арестувани над 1600 души – абсолютен прецедент в световната демократична история.

## Съдружие
Управлението е в съдружие с нюйоркския градски музей. Управлението организира лятна младежка академия, да осъществи позитивни отношения с полицаи и да обясни на младите хора за предизвикателствата и отговорността на полицейската работа.